# Газетяр (розповсюдження)

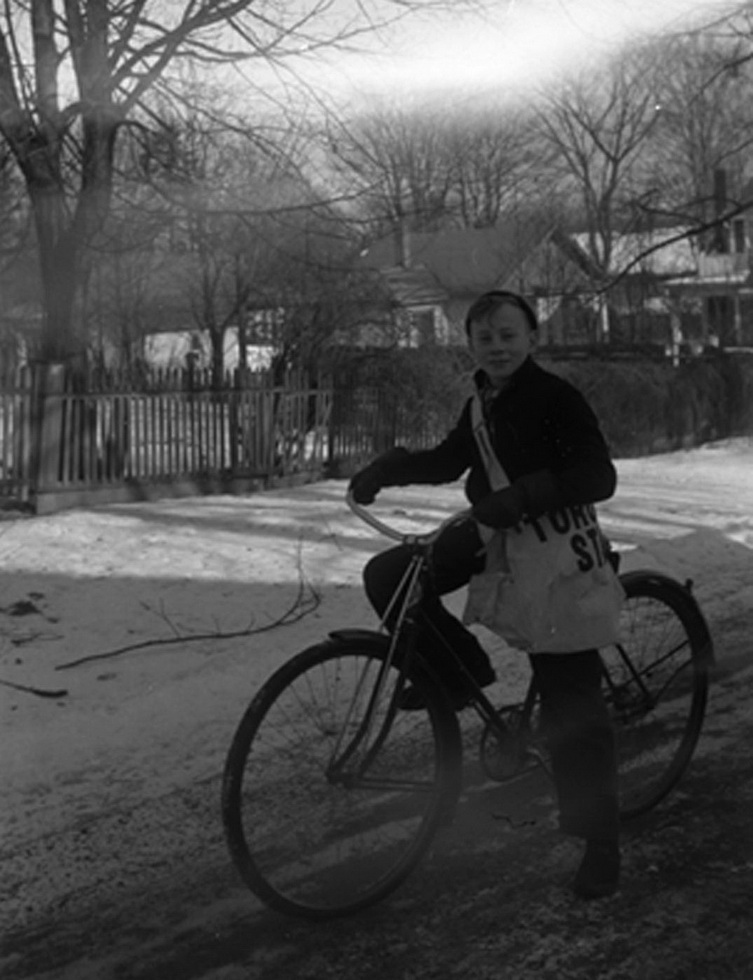
Газетяр «Toronto Star» у Вітбі, Онтаріо, Канада у 1940 році.

Газетяр  — той, хто розповсюджує друковані видання серед споживачів, які купують їх на абонентській основі. Професія, частіше додатковий підробіток, яким зазвичай займаються підлітки чи особи, які мають сприятливий для цього графік роботи на основному місці праці.
Газетярі здійснюють розповсюдження преси зазвичай пішо, на велосипедах або автомобілях. На противагу до локальних реалізаторів газет, вони не продають їх безпосередньо читачам, а тільки доставляють за абонентською адресою. Доставку ранкових газет здійснюють вночі, вечірніх — вдень.

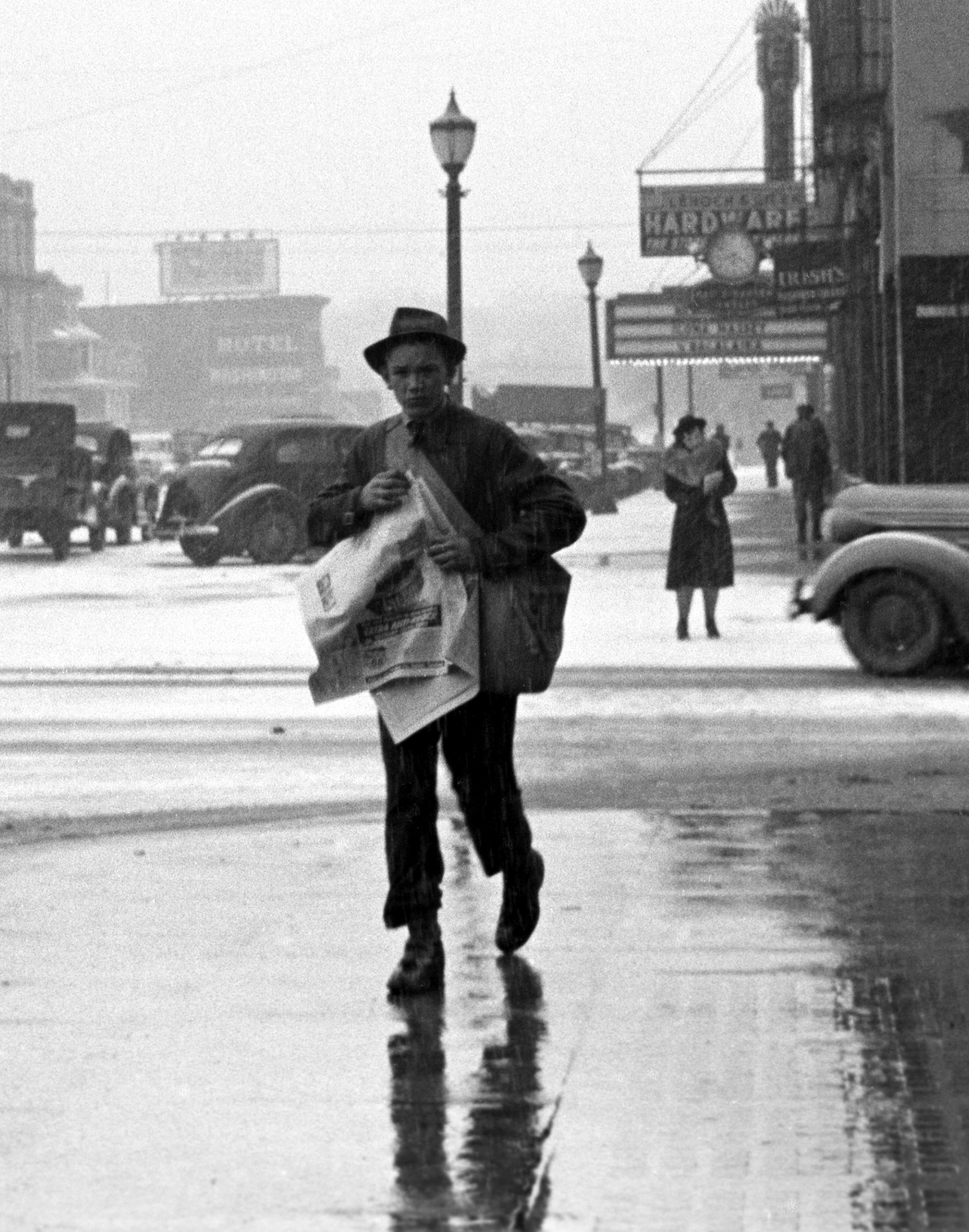
Газетяр в Айова-Сіті, США у 1940 році.
Фото Артура Ротштейна.

## Історія
Професія газетяра займає особливе місце в культурах багатьох країн, у тому числі Великої Британії, США, Канади, Австралії, Нової Зеландії, Ірландії та Японії. Це одна з найвідоміших перших оплачуваних робіт, доступних для підлітків.
Кількість газетярів та потреба в них з роками падає. Частково це пов'язано зі скороченням тиражів паперових газет, передусім вечірніх. На ці цифри також вплинули зміни демографічних показників, популярність теленовин та інтернет-газет, трудові закони, що призвело до того, що багато газет перейшли на доставку дорослими, або листоношами, які виконують цю роботу попутно. Нині газетярі займаються переважно розповсюдженням щотижневих газет та безкоштовних рекламних часописів, які, як правило, доставляються в другій половині дня. Заняття газетяра має тісний зв'язок із заняттям сучасних промоутерів.